# Пит, Билл
Уильям Бартлетт Пит (англ. William Bartlett Peet) (урождённый Пид (англ. Peed; 29 января 1915 – 11 мая 2002) — американский писатель, сценарист, иллюстратор, художник и художник-раскадровщик в анимационной студии Walt Disney Animation Studios.
Пит присоединился к Disney в 1937 году, и сначала работал над «Белоснежкой и семью гномами» (1937), ближе к концу её производства. Постепенно его участие в создании полнометражных и короткометражных мультфильмов Disney росло, и он оставался там до начала работы над «Книгой джунглей» (1967). Ссора с Уолтом Диснеем по поводу направления проекта, привела к уходу Пита из Disney.
Последующая карьера Пита, была связана с написанием и иллюстрированием многочисленных детских книг, среди которых были: «Capyboppy» (1966), «The Wump World» (1970), «The Whingdingdilly» (1970), «The Ant and the Elephant» (1972) и «Cyrus the Unsinkable Sea Serpent» (1975).

## Биография

### Ранняя жизнь
Уильям Бартлетт Пид (он сменил фамилию на Пит) родился 29 января 1915 года в Грандвью, Индиана, и вырос в Индианаполисе. После окончания Института искусств Джона Херрона в Индианаполисе, он некоторое время работал художником в компании по производству поздравительных открыток в Дейтоне, Огайо.

### Disney
В 1937 году, Билл Пит был принят на работу в качестве ученика аниматора на анимационную студию Уолта Диснея, и работал над первым полнометражным мультфильмом «Белоснежка и семь гномов».
Быстрое продвижение Билла Пита по службе, позволило ему в течение двух лет работать художником по эскизам над «Пиноккио» 1940 года, следующим полнометражным мультфильмом Disney, а также внёс вклад в создание олимпийских фэнтезийных фигур для сегмента мультфильма (также 1940 года), «Фантазия» — «The Pastoral Symphony», основанного на Шестой симфонии Бетховена.
Выразительные наброски Билла Пита к мультфильму 1941 года «Дамбо», полные идей и персонажей, привлекли внимание самого Уолта Диснея.
Билл Пит работал сценаристом в четырёх из пяти полнометражных мультфильмов Disney 1950-х годов: «Золушка» 1950 года, «Алиса в Стране чудес» 1951 года, «Питер Пэн» 1953 года и «Спящая красавица» 1959 года.
В 1960 году, Билл Пит был выбран для адаптации романа Доди Смит — «101 далматинец» в анимационный фильм, и стал первым сольным сценаристом, для полнометражного мультфильма Disney. Он также работал над этим мультфильмом, в качестве стилиста персонажей, вместе с Томом Оребом.
Два года спустя, Билл Пит предложил адаптировать роман Ти Эйч Уайта — «Меч в камне». Он снова был единственным сценаристом мультфильма, а также дизайнером персонажей, вместе с членом Девятки диснеевских стариков — Милтом Калем.
Следующий полнометражный мультфильм Билла Пита для Disney — «Книга джунглей» 1967 года — стал его последним, из-за спора с Уолтом Диснеем, относительно тона и направления мультфильма. Не желая больше работать в том, что он называл «конвейерным» процессом студии, Пит ушёл из проекта и Disney в 1964 году, чтобы полностью посвятить себя написанию детской литературы. И поскольку ему не нравились изменения, внесённые после его ухода из проекта, Пит попросил убрать своё имя из титров. Он больше не возвращался к анимации.

### Детские книги
Во время работы в Disney, Билл Пит постепенно выстраивал карьеру автора детских книг, начав в 1959 году с книги «Hubert's Hair-Raising Adventure» — истории о чрезмерно гордом льве, который теряет свою гриву.
Две книги Билла Пита, включая его любимую «Chester the Worldly Pig» 1965 года и «The Whingdingdilly» 1970 года, разошлись миллионными тиражами и были переведены на пять языков.
Билл Пит опубликовал более 35 детских книг, включая «Goliath II» 1959 года, «The Pinkish, Purplish, Bluish Egg» 1963 года и «Huge Harold» 1961 года. Последней его книгой, была «Cock-a-Doodle Dudley» 1990 года.

### Смерть
Уильям Бартлетт Пит умер 11 мая 2002 года в Студио-Сити, Калифорния, в возрасте 87 лет. Он был похоронен на кладбище Голливуд-Хиллз.

## Избранная фильмография
- Белоснежка и семь гномов (1937)
- Зов Юкона (1938)
- Пиноккио (1940)
- Фантазия (1940)
- Дамбо (1941)
- Три кабальеро (1944)
- Проблемы с тигром (1945)
- Африканский дневник (1945)
- Калифорнийский бродяга (1945)
- Рыцарь на день (1946)
- Песня Юга (1946)
- Микки и бобовый стебель (1947)
- Так дорого моему сердцу (1948)
- Золушка (1950)
- Чудесный пес (1950)
- Алиса в Стране чудес (1951)
- Кроткий лев (1952)
- Сьюзи — маленькая голубая машинка (1952)
- Маленький дом (1952)
- Питер Пэн (1953)
- Бен и я (1953)
- Правда о Матушке Гусыне (1957)
- Спящая красавица (1959)
- Голиаф 2 (1960)
- 101 далматинец (1961)
- Меч в камне (1963)
- Книга джунглей (1967)

## Награды и номинации
В 2001 году, Билл Пит получил номинацию на премию «Ретро Хьюго» за «Золушку», в категории «Лучшая постановка».
Он также получил премию Уинзора Маккея в 1981 году и стал Легендой Диснея в 1996 году.